# Liste de fromages indiens

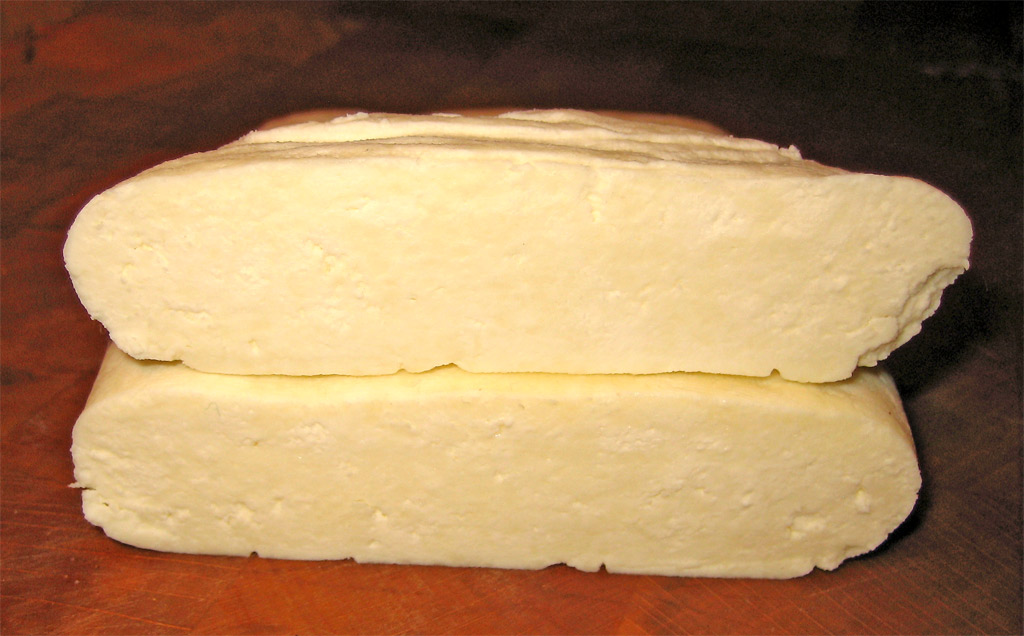
Panir compacté et coupé en deux, 2012.

Les produits laitiers en Inde tiennent une place importante dans la culture et l'alimentation.  L'Inde produit un certain nombre de fromages :
- le panir ou paneer, un fromage de lait de bufflonne ;
- le surti paneer (en), une variété de panir
- le chhena (en) ;
- le fromage de Bandel, produit dans la banlieue nord de Calcutta.
- le kalari, un fromage de la province de Jammu
- le fromage de Kalimpong
- le khira sagara

Le panir, qui était traditionnellement un fromage artisanal, est aujourd'hui un produit de marque industrielle. Amul, grande entreprise coopérative, produit aussi des versions indiennes du gouda et de l'emmental. Les autres grandes entreprises du secteur sont les coopératives Mother Dairy (en) et Verka, les groupes privés Dabon et Britannia Industries (en), et certaines multinationales étrangères comme le français Bel (La vache qui rit, Kiri).